# Jorge Cadete
Jorge Paulo Cadete Santos Reis (Pemba, Mozambique, 27 de agosto de 1968) es un exfutbolista portugués, nacido en Mozambique. Conocido como Jorge Cadete, se desempeñaba como delantero.

## Clubes
| Club               | País       | Año         |
| ------------------ | ---------- | ----------- |
| Sporting CP        | Portugal   | 1987 - 1988 |
| Vitória Setúbal    | Portugal   | 1988 - 1989 |
| Sporting CP        | Portugal   | 1989 - 1994 |
| Brescia            | Italia     | 1994 - 1995 |
| Celtic FC          | Escocia    | 1996 - 1997 |
| RC Celta de Vigo   | España     | 1997 - 1998 |
| SL Benfica         | Portugal   | 1999 - 2000 |
| Bradford City AFC  | Inglaterra | 2000        |
| CF Estrela Amadora | Portugal   | 2000 - 2001 |
| Partick Thistle FC | Escocia    | 2004        |
| CD Pinhalnovense   | Portugal   | 2004 - 2005 |
| São Marcos         | Portugal   | 2005 - 2007 |

- Datos: Q2121035